# 余琨
余琨（1963年12月—），男，汉族，陕西岐山人，中华人民共和国军事人物、政治人物，中国人民解放军少将，中央党校大学学历。曾任中国人民解放军云南省军区政治委员、党委书记。

## 生平
1980年11月参加中国人民解放军，长期在中国人民解放军西藏军区服役。1982年9月至1984年7月，在解放军工程兵学校工兵分队指挥专业全日制中专学习。1984年4月加入中国共产党。1993年5月至1995年12月，在昆明陆军学院政治理论专业函授大专学习。1997年8月至1999年12月，在中央党校政治法律专业函授本科学习。历任排长、正排职干事、副连职干事、正连职干事、副营职干事、拉萨地球站办公室主任、西藏军区政治部干部处副处长、处长、后勤部政治部主任、政治部副主任、日喀则军分区政委、西藏军区政治部主任、副政委兼纪委书记。2015年2月，任中国人民解放军成都军区政治部副主任，同年9月，任云南省军区政治委员、党委书记，2017年12月，出任中共云南省委常委。